# Uvaria hahnii
Uvaria hahnii este o specie de plante angiosperme din genul Uvaria, familia Annonaceae. A fost descrisă pentru prima dată de Achille Eugène Finet și François Gagnepain, și a primit numele actual de la James Sinclair. Conform Catalogue of Life specia Uvaria hahnii nu are subspecii cunoscute.